# Vallée de Bujaruelo
La vallée de Bujaruelo est une vallée dépeuplée des Pyrénées espagnoles située dans la comarque de Sobrarbe dans la province de Huesca, communauté autonome d'Aragon.
L'Ara y prend naissance dans la vallée de l'Ara et elle fait partie de la zone périphérique de protection du parc national d'Ordesa et du Mont-Perdu.

## Toponymie
Le nom local aragonais est Buxaruelo, toponyme vraisemblablement dérivé du nom buxo ['buʃo] (« buis » en aragonais) suivi du suffixe locatif ar puis de la diphtongue aragonaise uelo. En amont de cette vallée, il y a le port de Boucharo, autre toponyme qui est une adaptation gasconne de Buxaruelo, pour lequel on peut proposer la graphie occitane Boisharòu (de boish : « buis » en gascon), dont la prononciation locale est [buʃa'ro].

## Géographie

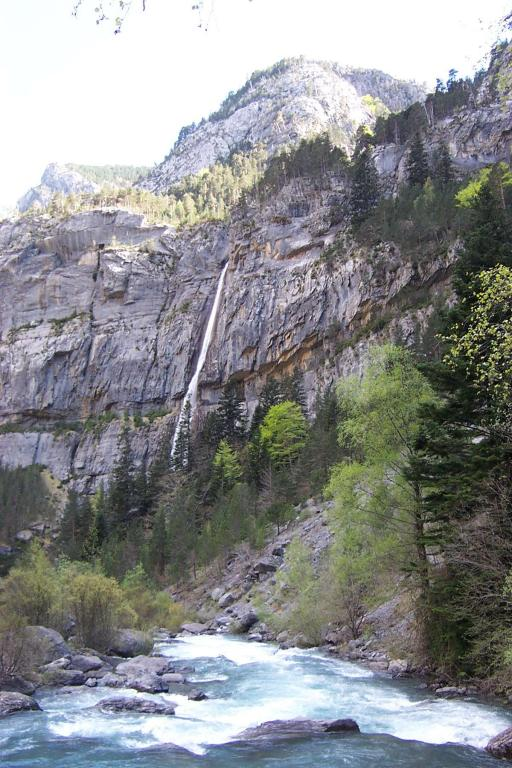
Cascade Salto de Carpin dans l'Ara.

Sa partie haute est préférentiellement appelée vallée de l'Ara et la vallée de Bujaruelo dans sa dénomination restrictive nait de la jonction de cette vallée de l'Ara avec la vallée de l'Otal. Toutefois, certains y incluent aussi la vallée de l'Ara.
En contrebas, la jonction de la vallée avec la vallée d'Ordesa au-dessus de la commune de Torla-Ordesa donne naissance à la vallée de Broto.

## Faune et flore
La vallée tout entière est incluse dans la réserve de biosphère Ordesa-Vignemale (Reserva de la Biosfera Ordesa-Viñamala).

## Histoire
Vers le milieu du XXe siècle, il y eut un projet de construction d'une route de montagne menant au port de Boucharo, à la frontière avec la France où arrive la route du col des Tentes et de la station de ski Gavarnie-Gèdre. Ce projet fut abandonné pour la partie espagnole, ce qui permit de préserver en grande partie cet environnement rare.

## Voies d'accès

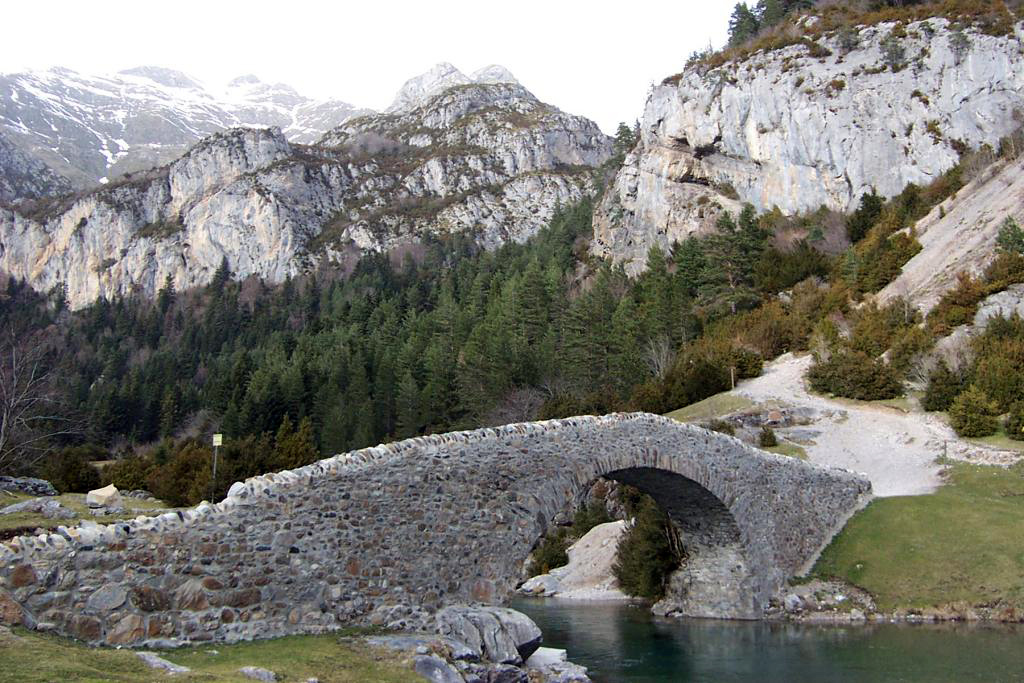
Le pont romain de Saint-Nicolas de Bujaruelo.

L'accès se fait à partir de la localité de Torla-Ordesa, en direction de la vallée d'Ordesa, mais en tournant à gauche au pont des Navarrais, à partir duquel il faut suivre une piste en terre en bon état jusqu'à l'alpage de Saint-Nicolas de Bujaruelo (1 420 m), où se trouve un refuge, avec restaurant et camping, ainsi qu'un magnifique pont roman du XIIe siècle. De cette prairie partent nombre de chemins de moyenne et haute montagne vers les massifs du pic Tendeñera (2 853 m), du Vignemale/Comachibosa (3 298 m) et du mont Perdu (3 348 m).
La route du port de Boucharo (2 271 m et 2 h 30 depuis Saint-Nicolas) donne accès à la partie française, en particulier au cirque de Gavarnie et sa cascade (la plus haute d'Europe avec sa chute de plus de 400 mètres), au refuge des Sarradets (2 587 m), à la brèche de Roland et à toute la crête du massif du Mont-Perdu.